# نیوبورگ (نیویورک)
نیوبورگ (به انگلیسی: Newburgh) شهری در شهرستان اورنج ایالت نیویورک است که در سرشماری سال ۲۰۱۰ میلادی، ۲۸۸۶۶ نفر جمعیت داشته است. نیوبورگ، به‌طور رسمی در تاریخ ۱۸۶۵ میلادی به‌عنوان یک شهر شناخته شد.